# 王道純 (萬曆進士)
王道純（1548年—？），字希文，號熙宇，陝西西安右護衛人，官籍，明朝政治人物。

## 生平
萬曆元年（1573年）癸酉科陝西鄉試第十八名舉人，二年（1574年）中式甲戌科會試第二百四十四名，二甲第六十六名進士。授刑部主事，九年十一月往山西恤刑，歷升郎中，十一年二月升四川按察司副使，十二年五月被給事中周世選弹劾私相交结，贤否倒置，混乱是非，被革职闲住。

## 家族
曾祖王雄；祖父王鸞；父王詔，母張氏。重庆下。